# Rosita Yarza
Rosita Yarza (eigentlich María Rosa Yarza Manrique, * 5. November 1922 in Madrid; † 13. Oktober 1996 ebenda) war eine spanische Schauspielerin.

## Leben
Yarza begann mit ihrer Karriere in den Nachkriegsjahren und genoss am Theater und im Kino gleichermaßen Popularität. Oftmals neben ihrem Mann José María Seoane spielte sie unter bedeutenden Regisseuren wie Cayetano Luca de Tena, Luis Escobar Kirkpatrick und José Luis Alonso am Teatro Español de Madrid. Dabei führten sie Neben Klassikern von Shakespeare, Cervantes und Lope de Vega auch zeitgenössische Stücke von José López Rubio und Edgar Neville auf. Besonders gelobt wurde Yarzas Interpretation als „Doña Inés“ neben Seoane in der Titelrolle des „Don Juan Tenorio“.
Im Kino spielte sie in 27 Filmen; darunter war die parodistische Trilogie der Jahre 1944 und 1945 von Regisseur Ramón Barreiro und etliche Melodramen wie Malvaloca, Mariona Rebull, El hombre que se quiso matar oder A mí no me mire usted. Im Kino spielte sie letztmals 1969; zehn Jahre später zog sie sich auch von der Theaterarbeit zurück.
Rosita Yarza starb im Oktober 1996 im Alter von 73 Jahren.

## Filmografie (Auswahl)
- 1941: Primer amor
- 1944: El sobrino de Don Buffalo Bill
- 1964: Zorros grausamer Schwur (El Zorro cabalga otra vez)
- 1969: El enigma de ataúd